# Paul Tergat
Paul Kibii Tergat, né le 17 juin 1969 à Kabarnet dans le district de Baringo au Kenya, est un athlète kényan spécialiste des courses de fond qui fut à plusieurs reprises médaillé lors des Jeux olympiques et des Championnats du monde sur piste. Quintuple champion du monde de cross-country, il a également remporté plusieurs marathons et détenu le record du monde de la discipline en 2003.
Il est devenu membre du Comité international olympique lors de sa 125e Session à Buenos Aires en Septembre 2013.

## Carrière d'athlète
Tergat est l'un des plus grands crossmen de l'histoire. Il est quintuple champion du monde de cross-country. Il est l'ex-détenteur des records du monde du semi-marathon (59 min 17 s ) et du marathon (2 h 04 min 55 s ), marques respectivement établies à Milan en 1998 et le 28 septembre 2003 à Berlin. Depuis, ses records ont été battus par Haile Gebrselassie.
En janvier 2004, Tergat a été nommé "Ambassadeur contre la faim" du Programme alimentaire mondial (PAM). Lorsqu'il était enfant, il devait parcourir de nombreux kilomètres en courant pour se rendre à l'école (dans un reportage comparant les écoles kényanes et éthiopiennes à travers lui et Haile Gebreselassie, dans la traduction en tout cas, il affirme pourtant que son école n'était qu'à 800 mètres de chez lui), sans avoir assez à manger, avant que son école ne devienne l'une des nombreuses à bénéficier du programme de déjeuner à l'école quotidien gratuit du PAM.
Il mesure 1,82 m pour 52 kg.

## Palmarès

### Jeux olympiques
- Jeux olympiques de 1996 à Atlanta :
  -  Médaille d'argent du 10 000 mètres
- Jeux olympiques de 2000 à Sydney :
  -  Médaille d'argent du 10 000 mètres

### Championnats du monde sur piste
- Championnats du monde d'athlétisme 1995 à Göteborg :
  -  Médaille de bronze du 10 000 mètres
- Championnats du monde d'athlétisme 1997 à Athènes :
  -  Médaille d'argent du 10 000 mètres
- Championnats du monde d'athlétisme 1999 à Séville :
  -  Médaille d'argent du 10 000 mètres

### Championnats du monde de cross-country
- Champion du monde de cross-country en 1995, 1996, 1997, 1998, 1999
- Médaille de bronze en 2000

### Championnats du monde de semi-marathon
- Champion du monde de semi-marathon en 1999 à Palerme et en 2000 à Veracruz.

### Divers
- Vainqueur du Marathon de Berlin en 2003

## Records
- ex-recordman du monde de 10 000 m sur piste en 26 min 27 s 85 à Bruxelles le 22/08/1997
- ex-recordman du monde de semi-marathon en 59 min 17 s à Milan en 1998.
- ex-recordman du monde de marathon en 2 h 04 min 55 s à Berlin en 2003[3].